# Eburia juanitae
Eburia juanitae är en skalbaggsart som beskrevs av Chemsak och Linsley 1970. Eburia juanitae ingår i släktet Eburia och familjen långhorningar. Inga underarter finns listade i Catalogue of Life.